# Тимашев, Ратмир Вильевич
Ратми́р Ви́льевич Тима́шев (башк. Ратмир Вил улы Тимашев; род. 1966, Уфа) — российский предприниматель, основатель компании Aelita Software, основатель и президент Veeam Software, а также соучредитель венчурного фонда ABRT.
В 2011 году входил в топ-30 ведущих IT-бизнесменов России по версии журнала Forbes, в 2016 году в топ-100 российских интернет-миллионеров по версии «Коммерсанта». В 2018 году входил в топ-200 богатейших бизнесменов России (116-е место) по версии журнала Forbes с состоянием 950 млн долларов. В 2021 году вошел в рейтинг журнала Forbes «200 богатейших бизнесменов России 2021», где занял 168 место с состоянием $750 млн.
Проживает в США, в январе 2024 года отказался от российского гражданства.

## Образование
Окончил Московский физико-технический институт в 1990 году, в 1995 году получил степень магистра по химической физике в государственном университете штата Огайо (США).

## Карьера
В 1995, будучи студентом университета Огайо, Тимашев вместе со своим однокурсником Андреем Бароновым создают онлайн-магазин, специализирующийся на доставке и продаже компьютерных комплектующих из США в Россию. Годом позже партнеры разрабатывают несколько утилит для администраторов Windows NT.
В скором времени выручка от продажи этих утилит превосходит доход онлайн-магазина, и Тимашев принимает решение сфокусироваться на разработке инструментов управления для Windows NT. С этой целью в 1997 году он основывает в США компанию Aelita Software, основной центр разработки которой размещается в России. В 2004 году бизнес был продан компании Quest Software за 115 млн долларов. Тимашев занимает пост генерального директора Quest по решениям Microsoft, однако, в начале 2005 года принимает решение покинуть компанию.
В 2005 году Тимашев знакомится с набирающей популярность технологией виртуализации и решает попробовать применить опыт разработки утилит к виртуальной инфраструктуре. В 2006 году, в партнерстве с Бароновым, Тимашев основывает компанию Veeam Software (от англ. VM, virtual machine — виртуальная машина). Изначально компания специализируется на разработке программных продуктов, осуществляющих управление виртуальной инфраструктурой VMware. В 2007 году Veeam выпускает свои первые программы — Monitor и Reporter, а год спустя появляется средство резервного копирования виртуализованных сред, получившее название Veeam Backup & Replication. Этот продукт становится флагманским в линейке компании и позволяет ей выйти на рынок резервного копирования. По итогам 2015 года выручка компании составила 474 млн долларов, штат сотрудников насчитывал более 2000 человек.
В 2020 году Тимашев продал Veeam Software компании Insight Partners за $5 млрд. Тимашев и Баронов покинули совет директоров Veeam Software, но в течение двух лет консультировали новое руководство компании. По результату сделки Тимашев получил приблизительно $900 млн до вычета налогов.

## Венчурное инвестирование
Тимашев и Баронов активно инвестируют в развитие российских IT-стартапов. В 2005 году ими создан венчурный фонд, названный по первым буквам имен создателей — ABRT. Фонд инвестирует в компании на ранней стадии роста, а также оказывает содействие ориентированным на западные рынки производителям ПО, имеющим центры разработки в России и странах СНГ.
В 2007 году ABRT и один из крупнейших европейских венчурных фондов Mangrove Capital Partners инициировали совместную партнерскую программу для инвестирования в технологические стартапы в России и странах Восточной и Центральной Европы. В 2015 году фонд ABRT Venture Fund перестал инвестировать в стартапы, чтобы сосредоточиться на собственных проектах. Финансирование портфельных компаний фонда продолжилось.